# Lea (Einheit)
Lea ist ein heute nicht mehr verwendetes englisches Garnmaß. Es entspricht dem Stück. Der Haspelumfang oder englisch Thread (Faden) betrug 54 Zoll oder 1 ½ Yards (bei Baumwollgarn) beziehungsweise 2 ½ Yards (bei Leinen- und Hanfgarn).
- Baumwollgarn Thread = 1,571 Meter
  - 1 Lea = 120 Yards, 1 Strähn = 840 Yards
  - 1 Spindle/Spindel mit 18 Hanks = 15.120 Yards
  - Der Hank, Nummer oder Strähn hatte 7 Gebinde mit 80 Fäden.

- Leinen- und Hanfgarn Thread = 2,285 Meter
  - 1 Lea = 300 Yards
  - 1 Rand = 6 Leas = 1800 Yards[1] 1646 Meter